# Nelling
Nelling település Franciaországban, Moselle megyében. Lakosainak száma 262 fő (2022. január 1.). Nelling Gréning, Insming, Kappelkinger, Léning, Petit-Tenquin és Réning községekkel határos.

## Népesség
A település népességének változása:
| Lakosok száma | 224  | 233  | 235  | 285  | 283  | 272  | 263  | 263  | 262  | 262  |
|               | 1968 | 1982 | 1990 | 2006 | 2013 | 2015 | 2017 | 2019 | 2020 | 2022 |